# Katarina Bjärvall
Anna Katarina Bjärvall, född 1 april 1966 i Solna församling i Stockholms län, är en svensk journalist och författare.  
Som frilansjournalist har Katarina Bjärvall i flera årtionden bevakat ämnen som integration, språk, skola och överkonsumtion för ett brett urval av tidningar, bland annat dagspress, magasin och fackföreningspress. I böckerna Vill ha mer (2005), Var är du? (2011), Yes! (2015) och Störningen (2019) har hon också utforskat hur ett samhälle präglat av konsumtion, prestationer och digital teknik påverkar den psykiska hälsan hos barn, ungdomar och vuxna. Flera av dessa böcker ha skapat debatt. Störningen belönades med föreningen Grävande journalisters pris Guldspaden 2020. Bjärvall är också författare till en roman, Under tiden (2008).

## Biografi
Katarina Bjärvall läste journalistik på Journalisthögskolan i Stockholm 1988–1989 och studerade statsvetenskap 1993–1994. Åren 1993–1998 var hon verksam vid Nyhetsbyrån AP i Stockholm som reporter, översättare och redigerare. Sedan 1997 är hon frilansjournalist.
År 2018–2021 var Bjärvall ledamot i Journalistförbundets styrelse.
Katarina Bjärvall är dotter till zoologen Anders Bjärvall och Annika Duvander Bjärvall. Hon är gift med Gert Johansson (född 1961) och har två barn. Hon är också kusin med Karl-Bertil Jonssons röstskådespelare Per Andrén.